# ファットマン
ファットマン（英語:Fat Man、「太った男」の意味）は、第二次世界大戦末期にアメリカ合衆国で開発された原子爆弾である。　
アメリカ軍の分類番号はMk.3であり、大戦後も製造が継続された。人類史上初の核実験であるトリニティ実験に使用されたガジェットと同型。
ファットマンはマンハッタン計画の一部としてロスアラモス国立研究所で作られた核兵器である。リトルボーイ（Mark 1）が高濃縮ウランを用いたガンバレル型の原子爆弾であるのに対して、ファットマンはプルトニウムを用いたインプロージョン方式の原子爆弾である。
1945年8月9日に実戦使用されており、長崎県長崎市の北部（現在の松山町）の上空550メートルで炸裂した。長崎市への原子爆弾投下を行ったのは、B-29ボックスカー（機長：チャールズ・スウィーニー少佐）である。爆弾の威力は8月6日に広島県広島市に投下されたリトルボーイより若干高いが、長崎市は起伏に富んだ地形で、平坦な広島市に比べて威力が減殺された。破壊の度合いは広島市に比べると小さいものの、死者約7万3,900人、負傷者約7万4,900人、被害面積6.7 km2、全焼全壊計約1万2,900棟という甚大な被害をもたらした。核出力はTNT換算で、21キロトン ± 2 キロトン、すなわち 8.8×1013 J = 88 テラジュールである。
第二次世界大戦終結後も製造が続けられ、Mark 2（ThinMan） というガンバレル型プルトニウム型爆弾は開発中止され、インプロージョン型原爆であるファットマンへと移行し、1940年代のアメリカ軍の核戦力を担った。

## 経緯
アメリカ合衆国では1941年よりマンハッタン計画として核兵器の開発を行っていた。ウランを用いた核兵器の開発（Mark 1=リトルボーイ）は進んでいたものの、プルトニウムを用いた核兵器の開発には障害があり、1943年にガンバレル型（Mark 2=シンマン ）とインプロージョン方式（implosion、爆縮）（Mark 3=ファットマン）の両方の開発が進められることとなった。1944年にガンバレル型（Mark 2）は放棄され、インプロージョン方式で開発が継続されることとなった。

インプロージョン方式の模式図

核物質にはプルトニウム239を用いている。核出力はTNT換算21キロトンを記録した。インプロージョン方式で用いられている爆縮レンズはジョン・フォン・ノイマンらによって完成した技術である。
使用されたプルトニウムはワシントン州ハンフォードにあるハンフォード・サイトのB原子炉で製造された。
プルトニウム型原爆（インプロージョン方式）の実証のため、1945年7月16日にアメリカ合衆国は、ニューメキシコ州アラモゴード砂漠にあるホワイトサンズ射爆場でファットマンのプロトタイプであるガジェットを用いて人類史上初の核実験であるトリニティ実験を実行した。
ファットマンの特異な形状の空中挙動を確かめるため、通常爆薬を装填した同形・同質量の模擬弾「パンプキン」が作られ、投下訓練の一環として日本に対して実戦投入された。
ファットマン型の原爆はまず3発が製造され、1発が長崎へ投下されたほか、核実験のクロスロード作戦（1946年）で使用された。
1945年7月にヘンリー・スティムソン陸軍長官にファットマン型原爆は毎月1個の生産が可能だと報告されたが、1945年8月15日に戦争が終結し、原爆製造の優先順位が引き下げられたため、生産量は縮小された。ハンフォードのプルトニウム生産炉も中性子照射による損傷で稼動に耐えなくなったため1946年に生産を停止した。
ファットマン自体は戦後も生産が継続され、1947年にはロスアラモス国立研究所にファットマン60発分の部品が備蓄され、アメリカ兵器廠には使用可能なファットマン型原爆13発が備蓄されていた。1948年までには50発が生産され、1949年までに120発が生産された。改良型のMark 4の生産は1949年からのことである。

## 命名
ガンバレル方式・インプロージョン方式のプルトニウム原子爆弾にはそれぞれ「シンマン」「ファットマン」とのコードネームが与えられた。これらの命名を行った人物は、ロバート・オッペンハイマーのかつての教え子で、自らもマンハッタン計画に参加したロバート・サーバーだった。サーバーはそれぞれの爆弾の外観に基づいて名前を選んだ。Mark 2は細長い形状であったため、ダシール・ハメットの探偵小説『影なき男 （原題：The Thin Man）』とその映画化作品から着想を得て、「シンマン（Thin Man、痩せ男）」と命名された。これに対してMark 3は丸くずんぐりした形状であったため、『マルタの鷹』（ハメットの同名探偵小説の1941年の映画化作品）にて、シドニー・グリーンストリートが演じたキャラクター「カスパー・ガットマン」から着想を得て、「ファットマン（太った男）」と命名された。
なお、イギリス保守党の政治家であるチャーチル首相にちなんだものとする俗説がある。
日本語では、「ふとっちょ（太っちょ）」または「デブ」（『はだしのゲン』など）と翻訳されることもあるが、「ファットマン」の表記もある。

## 構造
1. AN 219 接地式起爆装置
2. 対地測距用アンテナ
3. 電源
4. 起爆用コンデンサー
5. 爆弾の前後の楕円部分を固定しているヒンジ
6. プルトニウムと爆縮レンズ

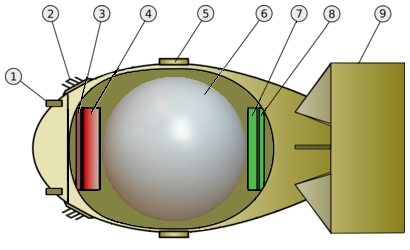
ファットマンの内部構造（全体）

7. 対地測距用レーダーと起爆用タイマーなどの制御装置
8. 起爆制御装置
9. 尾翼（20インチのアルミニウム製）

### プルトニウムと爆縮レンズ内部の構造
爆縮レンズには合計で2,500キログラムもの爆薬が使用されている。その内部にそれぞれ120キログラムのアルミニウム合金製プッシャーと天然ウラン球があり、中心には6.2キログラムのδ相プルトニウム合金が収められている。
ファットマンの質量の半分以上を爆縮レンズの爆薬が占め、直径は137.8センチメートルもありファットマン（ふとっちょ）という名前の由来にもなっていた。これは当時の技術水準では必要な圧力を得るためにこれだけの分量が必要だったためである。
コンポジションB/アルミニウム合金製プッシャー/天然ウラン中性子反射器/プルトニウム核 の順番に、密度比が1.65/2.71/19.05/19.8となっている。
後年では爆薬部分の密度を上げたり副臨界系を小さくすることで急速に小型化が行われ、最終的には100キロトンクラスの核兵器でも直径30センチメートル程度にまで小型化された。

## 構成部品
起爆電橋線型雷管
衝撃波は1ミリ秒につき8メートルも進むため、32個の雷管が点火するタイミングの許容誤差は0.1マイクロ秒以下になる。このため原爆用に新しい原理の雷管が新規に開発された。詳細は起爆電橋線型雷管の項目を参照。
起爆装置
起爆電源のために、5キロボルト1,000アンペアの大型の高圧オイルコンデンサが必要で、0.1マイクロ秒以下の誤差で作動させるために1マイクロファラッドの低キャパシタンスのスイッチ機構が必要である。これに電力を供給するための新型電池が開発された。コンデンサと電池だけで1トン近い質量があり、爆縮レンズの爆薬に次いで質量を占めている部品である。
爆縮レンズ
爆薬だけで2.5トンもあり、ファットマンの質量と体積の半分以上を占めている最大の部品である。詳細は爆縮レンズの項目を参照。
アルミニウム合金製プッシャー
爆薬と天然ウラン、プルトニウムの間の密度差があまりにも大きいため、爆縮による衝撃波の反射波が大きくなる。するとレイリー・テイラー不安定性などの流体力学的不安定性が大きくなって衝撃波の高い球対称性が崩れてしまうため、いったんアルミニウム合金製プッシャーで衝撃波を受け止めるようになっている。レイリー・テイラー不安定性が大きくなるとレイリー・テイラー波が発生して圧力が低下するのを防ぐ目的もある。
中性子反射体 兼 タンパー（Tamper）
核分裂物質から発生した中性子が外部に逃げてしまって連鎖反応が止まらないようにするため、中性子反射体が必要である。ファットマンでは天然ウランを用いており、中性子反射体としては厚さ3センチメートルで十分であるが、1ナノ秒の間に80回の連鎖反応を繰り返すまでは核分裂物質を一か所に留めておく必要がある。この押さえがタンパーである。核分裂物質を1ナノ秒間押さえ込むためにタンパーにはある程度の慣性質量が必要で、これを兼ねるために7センチメートルの厚さになった。
後年の研究では、熱量の20パーセントは天然ウランによる副臨界系から発生したと言われている。
中性子点火器
この装置は、プルトニウムが核分裂反応を起こすために必要な最初の中性子線を出すための装置である。点火器という名称は燃焼（核分裂反応）を始めるために必要な火種となる中性子を出すための装置であることに由来している。
構造は質量7グラムのベリリウム球の表面に楔形の溝15本を掘り込んで厚さ0.1ミリメートルの金メッキを施し、さらに11ミリグラムのポロニウム210をメッキしたものである。爆縮によって急にベリリウムとポロニウムが混合されると、ポロニウムが放射したアルファ粒子がベリリウム原子に衝突し、束縛から解き放たれた中性子を放射する。

## 起爆過程
- 起爆電橋線型雷管が32個同時に起爆する。
- 衝撃波は起爆した地点から放射状に広がっていく。
- 早い爆薬：コンポジションB
- 遅い爆薬：バラトール（32個の遅い爆薬の中で衝撃波がレンズの中の光のように屈折する）
- 早い爆薬：コンポジションB
- アルミニウム合金製プッシャー（低密度の爆薬から高密度のウランに衝撃波が投射されると、その密度差からレイリー・テイラー波と呼ばれる低圧の波が発生して十分な圧力をプルトニウムに加えることが出来なくなる。これを抑えるために、いったん爆薬より高密度な軽金属に衝撃波を投射してからプルトニウムへ伝達している）
- 中性子点火器が爆縮の衝撃波を受けるとポロニウム殻と内部のベリリウム球が急激に混合され、ポロニウム210が放射したアルファ粒子がベリリウムに衝突して中性子を10ナノ秒に1個の割合で周期的に放出する。
- 低密度デルタ相の合金である核が爆縮による衝撃波で発生した数百万気圧の圧力によってアルファ相に転移すると、密度が増加して大きな反作用挿入を起こす。これに中性子点火器から放出された中性子が当たると急激に核分裂反応が進む。
- 天然ウランのタンパーが発生した中性子を反射して核分裂の効率を高める。
- ホウ素合金の殻が発生した核分裂中性子を低速の熱中性子にし、散乱して天然ウランのタンパーに戻るのを防止することで核分裂の効率を高める。

## ファットマンの組み立て
| 内殻を外殻に組み込んでいる工程 |  | 組み立てたファットマンを輸送 |
| 内殻を外殻に組み込んでいる工程 |  | 組み立てたファットマンを輸送 |

ファットマンは、通常は最終段階の組み立てを行う前の状態で保管され、使用する直前になって組立作業を行う。これには2つの理由がある。
1. 安全上の理由
完成状態では火災や搭載機の墜落などの事故により爆縮レンズが起爆すると核爆発が起こってしまうため。
2. 設計上の理由
起爆装置には極めて大きな電源が必要であり、完成状態では電池が数日で劣化してしまうため。

保管状態では「前部外殻」「後部外殻」「プルトニウムと爆縮レンズの塊」「電源装置」「中性子点火器」の5つのパーツに分解されている。中性子発生器を抜き取った空洞には小さな鉄球が詰め込まれている。
これは爆縮レンズが起爆してプルトニウムが爆縮されても中心に鉄の塊が入っていればそれが邪魔をして爆縮が進まず、核分裂が起きなくなるからである。
組立作業には48時間を要する。
組み立てたままの状態では電池が数日で劣化するため、48時間以内に使用されなかった場合は再び分解して電池を交換する必要がある。

## 要目

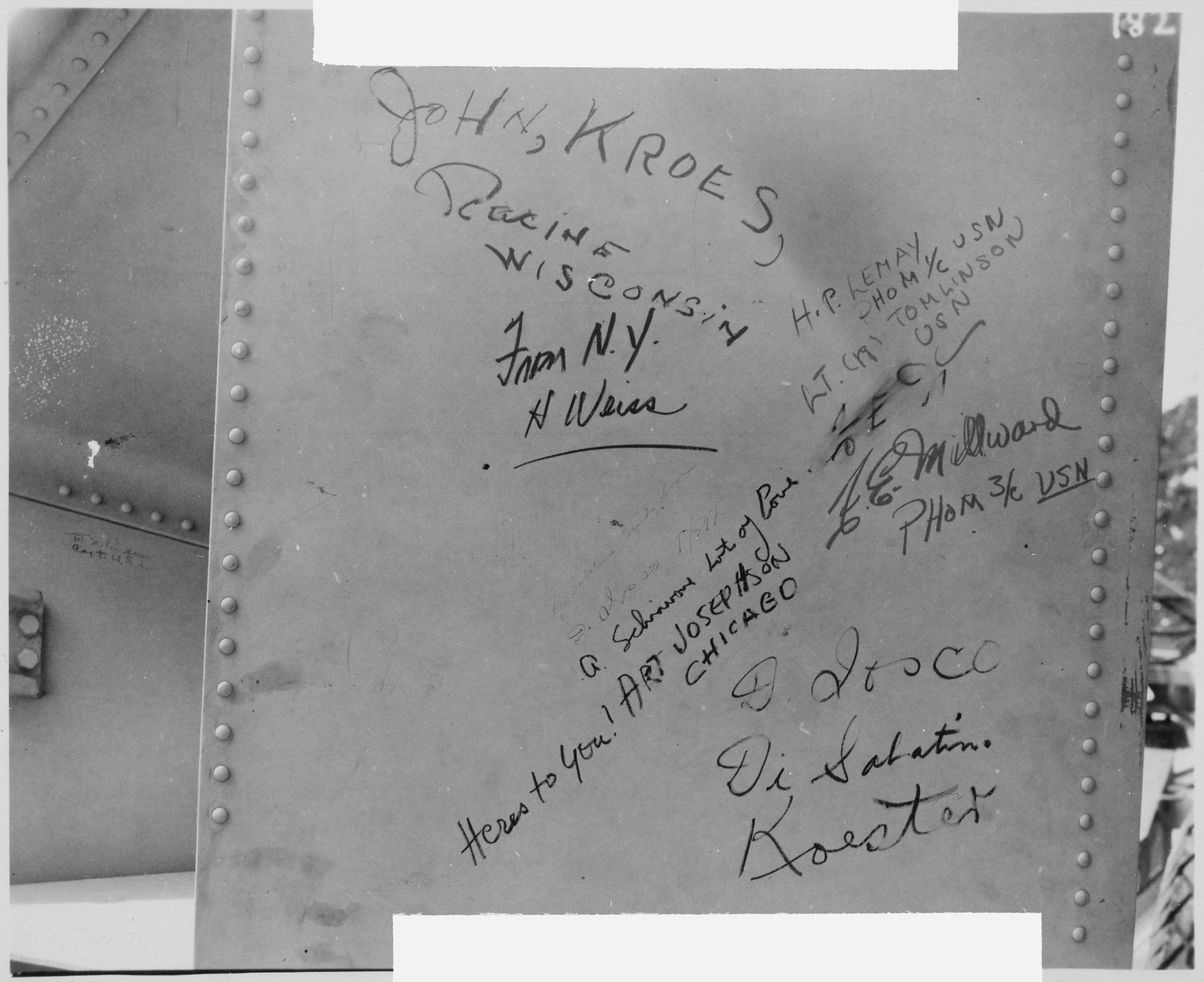
ファットマンの尾翼には開発者達のサインが書かれていた

| 質量         | 4,672 kg (10 300 lb)                                                           |
| 全長         | 3.2512 m (128 in)                                                              |
| 最大直径     | 1.524 m (60 in)                                                                |
| 中心核       | 6.2 kg 低密度デルタ相プルトニウム合金 (プルトニウム239とガリウム)              |
| 中性子反射器 | 天然ウラン (ウラン 238U)                                                       |
| 中性子発生器 | ベリリウム-ポロニウム                                                          |
| 爆縮レンズ   | コンポジション-B (60 % ヘキソーゲン, 39 % TNT)、 バラトール(TNTと硝酸バリウム) |
| 信管         | 接地式、対地距離レーダー式                                                     |
| 核出力       | TNT換算 21 キロトン ± 2 キロトン すなわち 8.8×1013 J = 88 テラジュール         |

## 参考資料
- The Los Alamos Primer(ISBN 0520075765)
- Serber, Robert; Crease, Robert P. (1998). Peace & War: Reminiscences of a Life on the Frontiers of Science. New York: Columbia University Press. ISBN 9780231105460. OCLC 37631186